# Леонтьев, Лев Абрамович
Лев Абра́мович Лео́нтьев (при рождении Леон Абрамович Закс; 1901—1974) — советский экономист, член-корреспондент АН СССР (1939).

## Биография
Родился 27 апреля (10 мая) 1901 года в Ковно (ныне Каунас, Литва) в семье Абеля Шимена Эльяшевича Закса и Фейги Зельмановны Левин.
В 1917 носил двойную фамилию — Леонтьев-Закс, с 1919—1920 фамилия и имя стали — Леонтьев, Лев Абрамович. Часть работ опубликованы под псевдонимом А. Леонтьев.
В 1917—1921 на комсомольской работе. Член РКП(б) с 1919. На 2-м и 3-м съездах комсомола избирался членом ЦК Российского коммунистического союза молодёжи. Являясь членом ЦК, был редактором журнала «Юный коммунист», заведовал Политпросветом ЦК РКСМ, был секретарём ЦК КСМ Туркестана (в Ташкенте) и ЦК КСМ Украины (в Харькове) и членом Кавказского Бюро ЦК РКСМ.
Осенью 1921 ушёл с комсомольской работы для получения высшего образования. С октября 1922 по октябрь 1926 был слушателем Института красной профессуры.
Преподавал политическую экономию в ряде вузов. В 1931—1957 на научной, преподавательской и журналистской работе.
1931—1935 — заведующий экономической секцией сектора Маркса и Энгельса Института Маркса—Энгельса—Ленина при ЦК ВКП(б).
Первый редактор журнала «Война и рабочий класс», который с июня 1945 стал именоваться «Новое время». В 1945—1957 — заместитель редактора «Нового времени». Был также редактором журнала «Новое время» и «Правды» по международной жизни.
Внештатный консультант группы денежного обращения НКФ СССР в период подготовки и проведения денежной реформы 1947 года.
В течение 1949—1950 годов состоял членом Комиссии по подготовке к изданию учебника по политической экономии, в связи с чем был временно освобождён от других работ.
Автор нескольких книг и многих статей. Основные труды посвящены исследованию предмета и метода политической экономии, проблемам политической экономии капитализма и социализма, критике буржуазных экономических теорий.

В середине и конце тридцатых годов подручным Сталина номер один в политической экономии был Л. А. Леонтъев. Как ученый Леонтьев был малозначимой фигурой, но обладал хорошим политическим чутьем и способностями к публицистике. Леонтьев был настолько близок к Сталину в тот период, что Сталин его неоднократно приглашал на беседы в свою кремлевскую квартиру. В годы войны Леонтьев был отодвинут от своей ведущей позиции и его заменил К. В. Островитянов (кстати также как и Сталин он прошел семинарию). Леонтьев был затем много лет главным редактором политического еженедельника журнала «Новое время», имевшим известную ориентацию на Запад и тем самым занимавшийся демагогией с некоторой большей изощренностью. В последние годы он был на пенсии, тяжело страдая от паркинсоновой болезни. Но все же как член-корреспондент Академии Наук СССР он продолжал играть известную роль, поддерживая при этом ряд новых либеральных направлений в экономической науке. И все это на фоне глубокой скорби по Сталину до последних дней жизни.— Каценелинбойген А. Евреи в Советской экономической науке // Советская политика и экономика. Книга 3. — Chalidze Publications, 1988. С. 159.

## Семья
Жена — Хмельницкая, Елизавета Леонидовна (1902—1969), доктор экономических наук (1935), профессор (1946). По воспоминаниям Игоря Бирмана, близко знавшего Леонтьева: «в конце 1930-х вычистили из партии жену, [Л. Леонтьев] сказал Сталину, её не посадили».
Дети: дочери — Елена (род. 1938) и Лидия (род. 1941).

## Награды
- орден Ленина (04.11.1944)
- орден Трудового Красного Знамени (10.06.1945)
- орден «Знак Почёта» (1953)
- медали

## Сочинения
- Коммунистическая партия Германии : Очерк развития. — Москва : Красная новь, 1924. — 127 с.
- От падающих денег к твёрдым. — Москва ; Ленинград : Молодая гвардия, 1924. — 68 с.
- Проблемы марксовой теории капитализма : Тенденция нормы прибыли к понижению в свете марксовой постановки проблемы распределения.—- Ростов н/Д ; Краснодар : Буревестник, 1924. — VIII, 94 с.
- Начатки политэкономии : Популярное пособие для самообразования, школ политграмоты и совпартшкол. — [Славянск] : Рабочий Донбасса, 1925. — 156 с.
- Леонтьев А., Хмельницкая Е. Советская экономика : Опыт теоретического анализа. — Москва; [Ленинград] : Плановое хозяйство, 1926. — 102 с.
- Леонтьев А., Хмельницкая Е. Очерки переходной экономики. — Ленинград : Прибой, [1927]. — 375, [3] с.
- Начальный курс политэкономии: Учебное пособие для совпартшкол, предметных кружков и самообразования. — Москва ; Ленинград : Гос. изд-во, 1927. — 286 с., [2] с. объявл. — (Учебные пособия для совпартшкол).
- Леонтьев А., Хмельницкая Е. Советская экономика : Опыт пособия для самостоятельного изучения теоретических проблем переходного хозяйства. — Москва ; Ленинград : Московский рабочий, [1928]. — 127 с.
- Керженцев П., Леонтьев А. Азбука ленинизма : Пособие для городских партшкол и самообразования. — Москва ; Ленинград : Гос. изд-во, 1928. — 282 с. : диагр. — (Учебники для городских партшкол).
- О ленинских «Тетрадях по империализму», М. — Л., 1941;
- Предмет политической экономии, М., 1945;
- Ленинское исследование империализма, М., 1964;
- Краткая политическая экономия, М., 1966;
- «Капитал» К. Маркса и современная эпоха, М., 1968;
- Роль Ф. Энгельса в формировании и развитии марксистской политической экономии, М., 1972.
- Экономические проблемы развитого социализма. — М. : Наука, 1972. — 207 с.